# Battleship Cove
Battleship Cove is een scheepvaartmuseum in Fall River aan de oostkust van de Verenigde Staten. In juni 1965 kreeg het museum het eerste schip, het slagschip USS Massachusetts, die uit de handen van de slopers werd gered.

## Collectie
De collectie bestaat uit marineschepen, waaronder:
- USS Massachusetts. Het schip werd in dezelfde staat, bij de Fore River Shipyard, aan het begin van de Tweede Wereldoorlog gebouwd. Ze kwam in mei 1942 in dienst en participeerde bij de landing in Noord-Afrika in november 1942 en beschoot daarbij de haven van Casablanca die onder Vichy-Frankrijk viel. Vanaf februari 1943 was ze actief in de Grote Oceaan. Hier bleef ze de rest van de oorlog en nam in de laatste fase de Japanse hoofdeilanden onder vuur. Medio 1946 werd ze uit dienst gesteld en in de mottenballenvloot opgenomen. In 1962 zou ze worden verkocht aan een sloper, maar de oorlogsbemanning kwam succesvol in actie om het schip als museumschip te behouden.
- USS Joseph P. Kennedy, Jr (DD850) is een torpedobootjager van de Gearingklasse ook gebouwd op de Fore River Shipyard. De kiel werd gelegd op 2 april 1945 en acht maanden later kwam ze al in dienst. Te laat voor de Tweede Wereldoorlog, maar ze werd 27 jaar ingezet bij onder andere de Korea- en de Vietnamoorlog. In 1973 werd ze uit dienst gesteld en in 1974 gekocht door het museum.
- USS Lionfish, een onderzeeboot van de Balaoklasse gebouwd op de scheepswerf van William Cramp and Sons in Philadelphia (Pennsylvania). Ze kwam in november 1944 in dienst en had het Grote Oceaan als werkterrein. In januari 1946 kwam ze bij de mottenballenvloot. Tussen januari 1951 en december 1953 was de Lionfish weer  actief als opleidingsschip en nam deel aan diverse oefeningen. Na zeven jaar kwam ze weer als opleidingsschip in de vaart tot ze in 1971 uit dienst werd gesteld. Sinds 1973 ligt ze in het museum.
- Hiddensee is een korvet gebouwd op een Russische scheepswerf voor de Oost-Duitse Volksmarine. Na de Duitse hereniging kwam ze bij de Duitse marine en bleef daar tot 1991 in dienst. Ze werd overgedragen naar de Amerikaanse marine die het schip gebruikte als onderzoeksschip. In juni 1994 werd ze aan de collectie toegevoegd.
- PT 617 en PT 796 zijn twee Patrol Torpedo Boats (PT) die tijdens de Tweede Wereldoorlog zijn gebouwd. De PT 617 is gebouwd door Elco en kwam in 1986 bij het museum. Het is het enige exemplaar dat in een museum is opgesteld. De PT 796 is van de fabrikant Higgins en werd kort na de afloop van de oorlog opgeleverd. Tijdens de Vietnamoorlog is ze aangepast om op rivieren te patrouilleren.

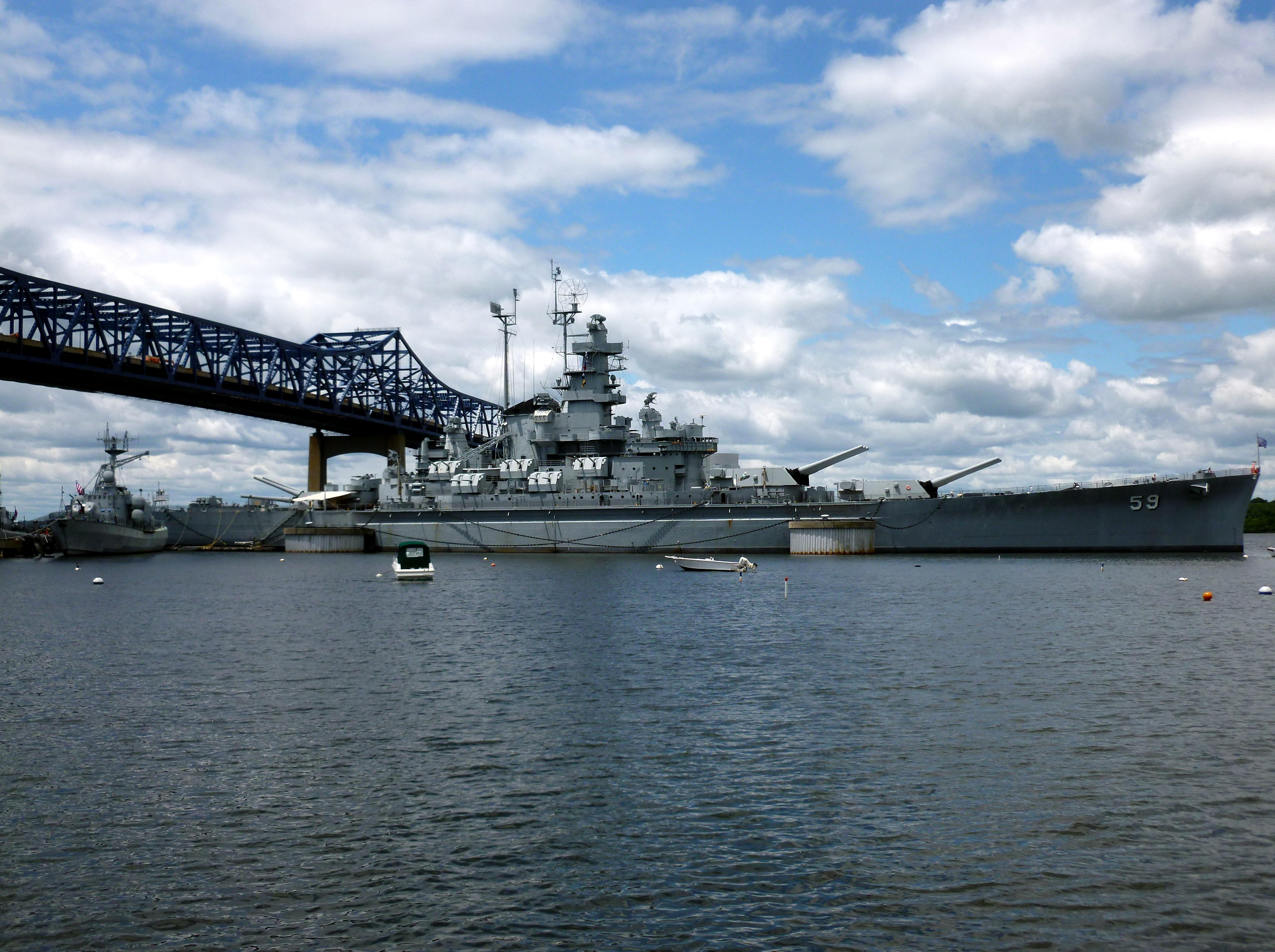
USS Massachusetts
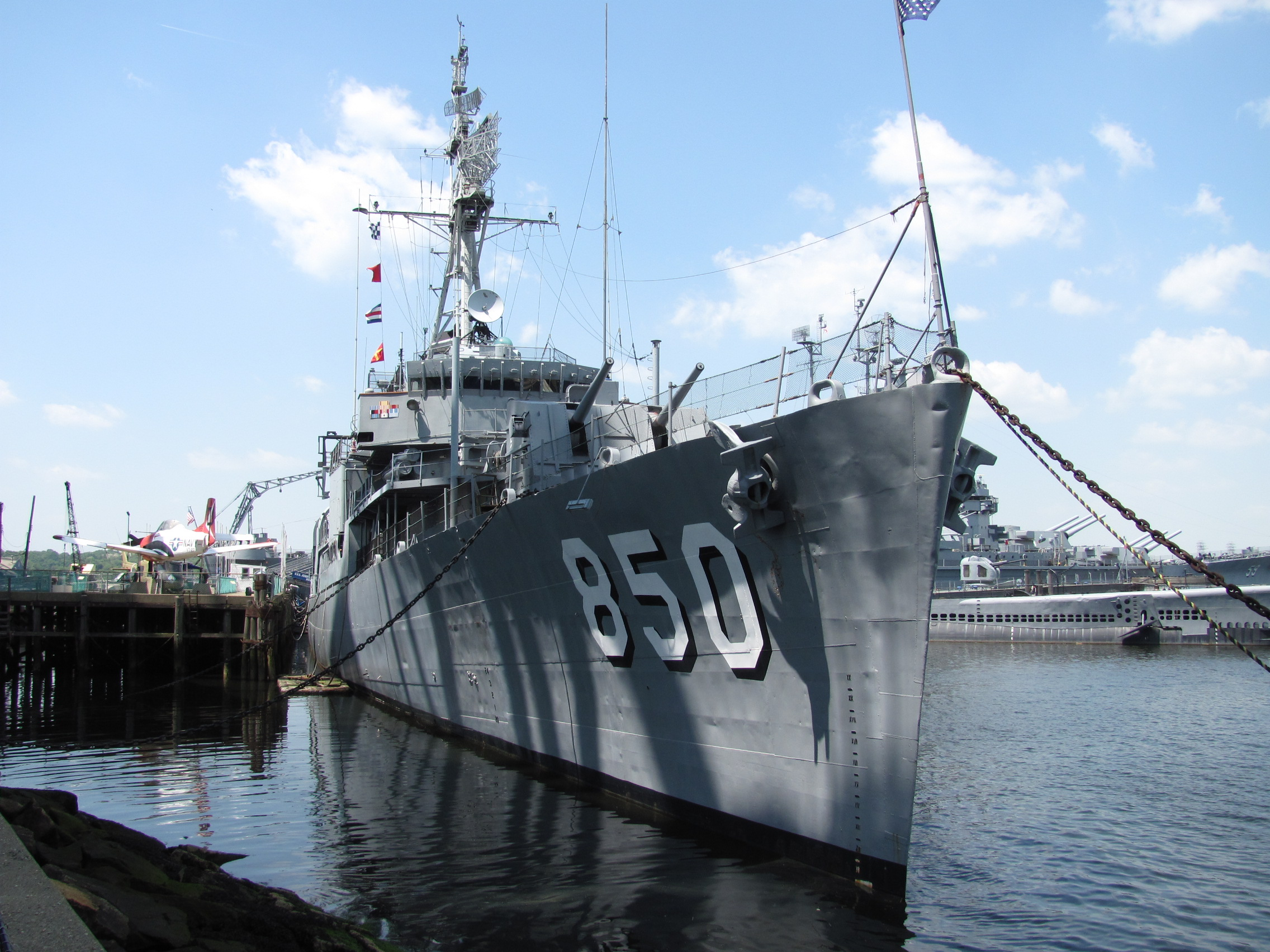
USS Joseph P Kennedy, Jr
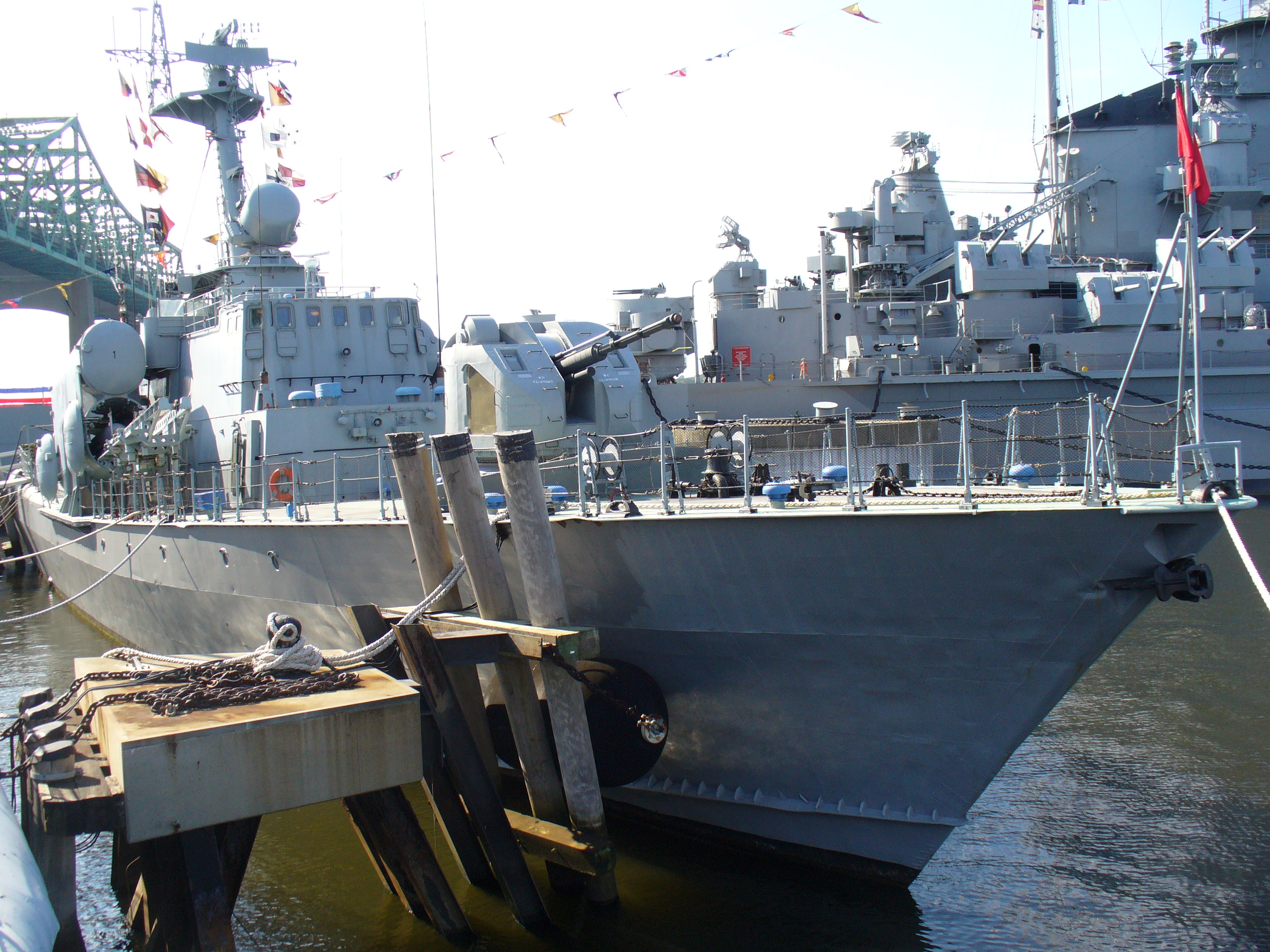
Hiddensee
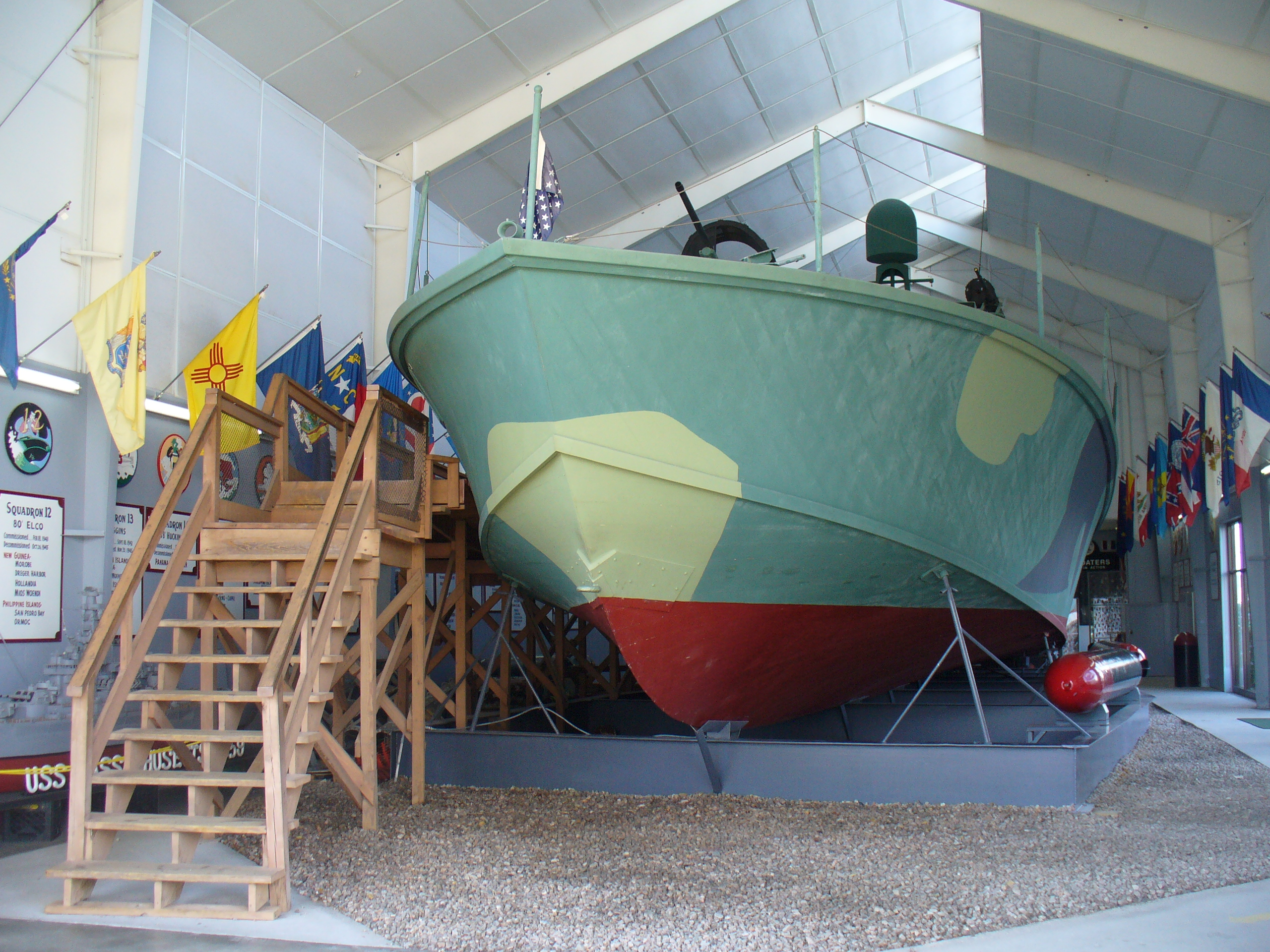
PT 617
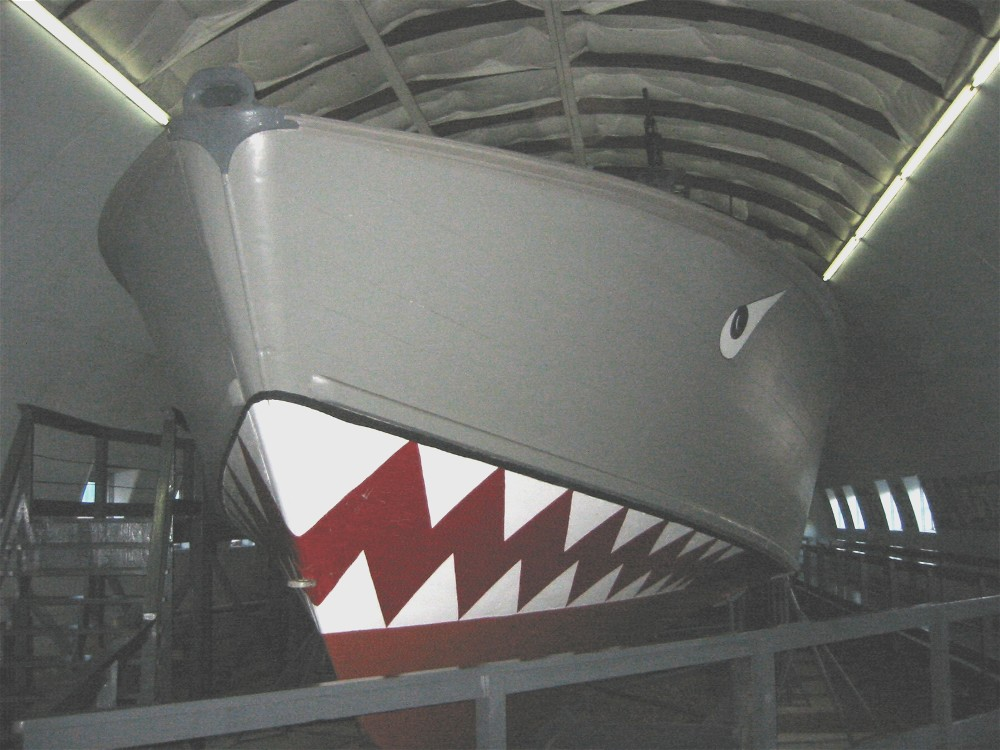
PT 796